# 本内迪克特试剂
，也称班氏试剂、本氏液、本尼迪克试液、本纳德试剂或本尼迪特试剂，是一种浅蓝色化学溶液。其命名来自于一位美国化学家斯坦利·本尼迪克。
本氏试剂主要用来检测还原性糖，包括所有的单糖和除蔗糖之外雙糖。本氏试剂由硫酸铜、柠檬酸钠和碳酸钠配制而成。
每1升本氏试剂含有：
- 17.3g硫酸铜
- 173g柠檬酸钠
- 100g无水碳酸钠或270g十水碳酸钠

配制时，首先混合碳酸钠和柠檬酸钠，然后慢慢加入硫酸铜溶液并不断搅拌。
本氏液本身有一定的毒性，若使用期間觸碰本氏液，使用完需清潔手部，以防誤食。

## 鉴定
首先，将需测试的样本溶解于水中，加入少量的班氏试剂，摇均后将此混合物在沸水中加热。反应时间约为3分钟。如果测试样本是还原糖，混合物中会形成砖红色的沉淀物。这是因为还原糖会将硫酸铜中的二价铜离子(Cu2+)还原成一价铜离子(Cu+)，并以氧化亚铜(Cu2O)的形式沉淀出来。
如果溶液中还原糖含量较低，产生的氧化亚铜便会相应减少，因此试验后可能只会出现绿色、混浊的黄色或橙色沉淀物。